# Фретешть (Горж)
Фретешть, Фретешті (рум. Frătești) — село у повіті Горж в Румунії. Входить до складу комуни Лелешть.
Село розташоване на відстані 239 км на захід від Бухареста, 10 км на північний захід від Тиргу-Жіу, 100 км на північний захід від Крайови.

## Населення
За даними перепису населення 2002 року у селі проживали 376 осіб, усі — румуни. Усі жителі села рідною мовою назвали румунську.